# Magosternarchus raptor
Magosternarchus raptor és una espècie de peix pertanyent a la família dels apteronòtids.

## Descripció
- Pot arribar a fer 19,9 cm de llargària màxima.
- Cap allargat amb un musell també allargat i cònic.
- Ambdues mandíbules són d'igual longitud o la mandíbula superior és lleugerament més llarga.
- Té 180-197 radis a l'aleta anal, 14-16 a les aletes pectorals i 17 a la caudal, la qual és arrodonida.[5][6]

## Hàbitat
És un peix d'aigua dolça, bentopelàgic i de clima tropical que viu entre 2 i 23 m de fondària.

## Distribució geogràfica
Es troba a Sud-amèrica: el riu Amazones.

## Observacions
És inofensiu per als humans.